# Di-ethylzink
Di-ethylzink, {\displaystyle {\ce {(C2H5)2Zn}}}, vaak afgekort tot DEZ, is een zeer pyrofore en reactieve stof, bestaande uit een zink-atoom waaraan 2 ethylgroepen gekoppeld zijn. Deze kleurloze vloeistof is een veel gebruikt reagens in de organische chemie. De stof is commercieel verkrijgbaar als zuivere stof of als oplossing in hexaan, heptaan of tolueen.

## Synthese
Edward Frankland was de eerste die in 1848 de synthese van di-ethylzink beschreef als product van de reactie tussen joodethaan en zink. 16 jaar later publiceerde hij een verbeterde methode met di-ethylkwik als uitgangsstof. De huidige methode bestaat uit de reactie van een 1:1 mengsel van joodethaan en broomethaan dat met zink-koper-koppel (een bron van geactiveerd zink) reageert tot DEZ.